# Giro del Belgio 2010
Il Giro del Belgio 2010, ottantesima edizione della corsa e valida come evento UCI Europe Tour 2010 categoria 2.HC, si svolse dal 26 al 30 maggio 2010, per un percorso totale di 701,9 km suddiviso in cinque tappe. Fu vinto dal belga Stijn Devolder che terminò la corsa con il tempo totale di 16 ore, 35 minuti e 55 secondi alla media di 42,28 km/h.
Partenza a Eeklo con 165 ciclisti, dei quali 99 portarono a termine il giro a Herstal.

## Tappe
| Tappa  | Data      | Percorso                    | km    | Vincitore di tappa | Leader cl. generale |
| ------ | --------- | --------------------------- | ----- | ------------------ | ------------------- |
| 1ª     | 26 maggio | Eeklo > Eeklo               | 156,6 | Philippe Gilbert   | Philippe Gilbert    |
| 2ª     | 27 maggio | Eeklo > Knokke-Heist        | 162,7 | Kenny van Hummel   | Philippe Gilbert    |
| 3ª     | 28 maggio | Knokke-Heist > Heist        | 192,2 | Jimmy Casper       | Philippe Gilbert    |
| 4ª     | 29 maggio | Herzele (cron. individuale) | 16,7  | Dominique Cornu    | Dominique Cornu     |
| 5ª     | 30 maggio | Herstal > Herstal           | 173,7 | Ben Hermans        | Stijn Devolder      |
| Totale | Totale    | Totale                      | 701,9 |                    |                     |

## Squadre e corridori partecipanti
| N.      | Cod. | Squadra                      |
| ------- | ---- | ---------------------------- |
| 1-8     | OLO  | Omega Pharma-Lotto           |
| 11-18   | RSH  | Team RadioShack              |
| 21-30   | QST  | QuickStep                    |
| 31-38   | RAB  | Rabobank                     |
| 41-49   | KAT  | Team Katusha                 |
| 51-60   | SAU  | Saur-Sojasun                 |
| 61-70   | FOT  | Footon-Servetto              |
| 71-80   | LAN  | Landbouwkrediet              |
| 81-89   | TSV  | Topsport Vlaanderen-Mercator |
| 91-97   | COF  | Cofidis                      |
| 101-109 | ASA  | Acqua & Sapone               |

| N.      | Cod. | Squadra                      |
| ------- | ---- | ---------------------------- |
| 111-119 | SKS  | Skil-Shimano                 |
| 121-129 | VAC  | Vacansoleil Pro Cycling Team |
| 131-138 | SKT  | An Post-Sean Kelly Team      |
| 141-148 | BKP  | BKCP-Powerplus               |
| 151-158 | BKP  | Sunweb-Revor                 |
| 161-168 | FID  | Telenet-Fidea                |
| 171-179 | PCW  | Lotto-Bodysol                |
| 181-188 | QCT  | Qin Cycling Team             |
| 191-198 | JVB  | Jong Vlaanderen-Bauknecht    |
| 201-208 | WIL  | Verandas Willems             |

## Dettagli delle tappe

### 1ª tappa
- 26 maggio: Eeklo > Eeklo – 156,6 km

Risultati
| Pos. | Corridore        | Squadra      | Tempo    |
| ---- | ---------------- | ------------ | -------- |
| 1    | Philippe Gilbert | Omega Pharma | 3h32'18" |
| 2    | Rony Martias     | Saur-Sojasun | s.t.     |
| 3    | Tomas Vaitkus    | RadioShack   | s.t.     |

| Pos. | Corridore        | Squadra      | Tempo    |
| ---- | ---------------- | ------------ | -------- |
| 1    | Philippe Gilbert | Omega Pharma | 3h32'02" |
| 2    | Rony Martias     | Saur-Sojasun | a 10"    |
| 3    | Tomas Vaitkus    | RadioShack   | s,t.     |

### 2ª tappa
- 27 maggio: Eeklo > Knokke-Heist – 162,7 km

Risultati
| Pos. | Corridore        | Squadra      | Tempo    |
| ---- | ---------------- | ------------ | -------- |
| 1    | Kenny van Hummel | Skil-Shimano | 3h57'53" |
| 2    | Borut Božič      | Vacansoleil  | s.t.     |
| 3    | Jimmy Casper     | Saur-Sojasun | s.t.     |

| Pos. | Corridore        | Squadra      | Tempo    |
| ---- | ---------------- | ------------ | -------- |
| 1    | Philippe Gilbert | Omega Pharma | 7h29'55" |
| 2    | Rony Martias     | Saur-Sojasun | a 10"    |
| 3    | Tomas Vaitkus    | RadioShack   | s.t.     |

### 3ª tappa
- 28 maggio: Knokke-Heist > Heist – 192,2 km

Risultati
| Pos. | Corridore         | Squadra      | Tempo    |
| ---- | ----------------- | ------------ | -------- |
| 1    | Jimmy Casper      | Saur-Sojasun | 4h20'15" |
| 2    | Danilo Napolitano | Katusha      | s.t.     |
| 3    | Gert Steegmans    | RadioShack   | s.t.     |

| Pos. | Corridore        | Squadra      | Tempo     |
| ---- | ---------------- | ------------ | --------- |
| 1    | Philippe Gilbert | Omega Pharma | 11h50'10" |
| 2    | Rony Martias     | Saur-Sojasun | a 10"     |
| 3    | Tomas Vaitkus    | RadioShack   | s.t.      |

### 4ª tappa
- 29 maggio: Herzele – Cronometro individuale – 16,7 km

Risultati
| Pos. | Corridore       | Squadra      | Tempo  |
| ---- | --------------- | ------------ | ------ |
| 1    | Dominique Cornu | Skil-Shimano | 21'13" |
| 2    | Koos Moerenhout | Rabobank     | a 4"   |
| 3    | Stijn Devolder  | QuickStep    | s.t.   |

| Pos. | Corridore       | Squadra      | Tempo     |
| ---- | --------------- | ------------ | --------- |
| 1    | Dominique Cornu | Skil-Shimano | 12h11'56" |
| 2    | Koos Moerenhout | Rabobank     | a 4"      |
| 3    | Stijn Devolder  | QuickStep    | s.t.      |

### 5ª tappa
- 30 maggio: Herstal > Herstal – 173,7 km

Risultati
| Pos. | Corridore        | Squadra      | Tempo    |
| ---- | ---------------- | ------------ | -------- |
| 1    | Ben Hermans      | RadioShack   | 4h24'03" |
| 2    | Stijn Devolder   | QuickStep    | s.t.     |
| 3    | Philippe Gilbert | Omega Pharma | a 48"    |

| Pos. | Corridore       | Squadra      | Tempo     |
| ---- | --------------- | ------------ | --------- |
| 1    | Stijn Devolder  | QuickStep    | 16h35'55" |
| 2    | Dominique Cornu | Skil-Shimano | a 52"     |
| 3    | Bram Tankink    | Rabobank     | a 1'00"   |

## Evoluzione delle classifiche
| Tappa              | Vincitore          | Classifica generale Maglia nera | Classifica a punti Maglia gialla | Classifica sprint Maglia rossa | Classifica giovani Maglia bianca | Classifica a squadre |
| ------------------ | ------------------ | ------------------------------- | -------------------------------- | ------------------------------ | -------------------------------- | -------------------- |
| 1ª                 | Philippe Gilbert   | Philippe Gilbert                | Philippe Gilbert                 | Philippe Gilbert               | Denis Galimzjanov                | Verandas Willems     |
| 2ª                 | Kenny van Hummel   | Philippe Gilbert                | Philippe Gilbert                 | Niko Eeckhout                  | Denis Galimzjanov                | Landbouwkrediet      |
| 3ª                 | Jimmy Casper       | Philippe Gilbert                | Jimmy Casper                     | Niko Eeckhout                  | Pieter Vanspeybrouck             | Verandas Willems     |
| 4ª                 | Dominique Cornu    | Dominique Cornu                 | Philippe Gilbert                 | Niko Eeckhout                  | Dominique Cornu                  | Rabobank             |
| 5ª                 | Ben Hermans        | Stijn Devolder                  | Philippe Gilbert                 | Niko Eeckhout                  | Dominique Cornu                  | Rabobank             |
| Classifiche finali | Classifiche finali | Stijn Devolder                  | Philippe Gilbert                 | Niko Eeckhout                  | Dominique Cornu                  | Rabobank             |

## Classifiche finali

### Classifica generale - Maglia nera
| Pos. | Corridore        | Squadra      | Tempo     |
| ---- | ---------------- | ------------ | --------- |
| 1    | Stijn Devolder   | QuickStep    | 16h35'55" |
| 2    | Dominique Cornu  | Skil-Shimano | a 52"     |
| 3    | Bram Tankink     | Rabobank     | a 1'00"   |
| 4    | Philippe Gilbert | Omega Pharma | a 1'11"   |
| 5    | Thomas De Gendt  | Topsport Vl. | a 1'22"   |
| 6    | Ben Hermans      | RadioShack   | a 1'23"   |
| 7    | Koos Moerenhout  | Rabobank     | a 1'39"   |
| 8    | Óscar Freire     | Rabobank     | a 1'40"   |
| 9    | Nick Nuyens      | Rabobank     | s.t.      |
| 10   | Cyril Lemoine    | Saur-Sojasun | a 1'50"   |

### Classifica a punti - Maglia gialla
| Pos. | Corridore         | Squadra       | Tempo |
| ---- | ----------------- | ------------- | ----- |
| 1    | Philippe Gilbert  | Omega Pharma  | 68    |
| 2    | Jimmy Casper      | Saur-Sojasun  | 65    |
| 3    | Stefan van Dijk   | Verandas Wil. | 54    |
| 4    | Denis Galimzjanov | Katusha       | 48    |
| 5    | Stijn Devolder    | QuickStep     | 30    |

### Classifica sprint - Maglia rossa
| Pos. | Corridore        | Squadra       | Tempo |
| ---- | ---------------- | ------------- | ----- |
| 1    | Niko Eeckhout    | An Post       | 21    |
| 2    | Gregory Habeaux  | Verandas Wil. | 18    |
| 3    | Philippe Gilbert | Omega Pharma  | 16    |
| 4    | Óscar Freire     | Rabobank      | 13    |
| 5    | Thomas De Gendt  | Topsport Vl.  | 8     |

### Classifica giovani - Maglia bianca
| Pos. | Corridore         | Squadra        | Tempo     |
| ---- | ----------------- | -------------- | --------- |
| 1    | Dominique Cornu   | Skil-Shimano   | 16h36'47" |
| 2    | Thomas De Gendt   | Topsport Vl.   | a 30"     |
| 3    | Ben Hermans       | RadioShack     | a 31"     |
| 4    | Rafaâ Chtioui     | Acqua & Sap.   | a 1'02"   |
| 5    | Philipp Walsleben | BKCP-Powerplus | a 1'21"   |

### Classifica a squadre
| Pos. | Squadra                      | Tempo     |
| ---- | ---------------------------- | --------- |
| 1    | Rabobank                     | 49h51'21" |
| 2    | Team Katusha                 | a 3'37"   |
| 3    | Topsport Vlaanderen-Mercator | a 4'06"   |
| 4    | Team RadioShack              | a 5'03"   |
| 5    | Quick Step                   | a 5'57"   |